# ディエゴ・ヌネス (格闘家)
ディエゴ・ヌネス（Diego Nunes、1982年11月30日 - ）は、ブラジルの男性総合格闘家。リオグランデ・ド・スル州カシャス・ド・スル出身。Nova União所属。現FireCage FCウェルター級王者。元Superior Challengeフェザー級王者。

## 来歴
2004年5月、地元ブラジルのアマチュア大会「Copa Gaucha: Fight Center 2」にてプロデビューしTKO勝ち。その後9連勝を1ラウンド内のKOまたはタップアウトで飾り、目覚ましいスタートを切りました  ￼。
◾ WEC参戦（2008年〜2010年）
2008年12月にアメリカ「WEC 37」でプロ10連勝目としてコール・プロビンスにユナニマス判定勝ち。以後WECではラファエル・ディアスにも判定勝ちし、初黒星となるLCデイヴィス戦までは無敗を維持  ￼ ￼。その後、ラファエウ・アスンソンやタイラー・トナーといった実力者を破り、WECで存在感を示しました  ￼ ￼。
◾ UFC転向（2011年〜2013年）
	•	UFCデビュー（2011年1月、UFC 125）：元WEC王者のマイク・ブラウンにスプリット判定勝ちで鮮烈デビュー  ￼ ￼。
	•	主要戦績：
	•	2011年6月：ケニー・フロリアンにユナニマス判定負け（UFC 131）  ￼
	•	2011年12月：マンヴェル・ガンブリヤンにユナニマス判定勝利（UFC 141）  ￼
	•	2012年4月：デニス・シヴァーにユナニマス判定負け（UFC on Fuel TV）  ￼
	•	2012年10月：バート・パラスシェフスキにユナニマス判定勝ち、ファイト・オブ・ザ・ナイトも獲得  ￼
	•	2013年1月：ニック・レンツにユナニマス判定負け（UFC on FX）  ￼
◾ Bellator & その他（2013年以降）
UFC離脱後はBellatorやスカンジナビアのSuperior Challengeなどで活躍。2013年9月のBellator 99ではパトリシオ・フレイレにKO負けしましたが、その後のBellator 110ではマット・ベセットとの対戦で反撃を試みました  ￼。2014年にはSuperior Challenge 11で、ヨアキム・ハンセンにKO勝利してフェザー級タイトルを獲得しています

## 戦績
| 総合格闘技 戦績 | 総合格闘技 戦績 | 総合格闘技 戦績 | 総合格闘技 戦績 | 総合格闘技 戦績 | 総合格闘技 戦績 | 総合格闘技 戦績 |
| --------------- | --------------- | --------------- | --------------- | --------------- | --------------- | --------------- |
| 35 試合         | (T)KO           | 一本            | 判定            | その他          | 引き分け        | 無効試合        |
| 25 勝           | 8               | 10              | 7               | 0               | 0               | 0               |
| 10 敗           | 2               | 0               | 7               | 1               | 0               | 0               |

| 勝敗 | 対戦相手                       | 試合結果                             | 大会名                                                       | 開催年月日     |
| ○    | ストラッサー起一               | 1R 1:18 KO（右フック）               | FireCage FC 【FireCage FCウェルター級王座決定戦】            | 2025年2月22日  |
| ○    | マウリシオ・オタロラ           | 1R 0:46 ギロチンチョーク             | CFS 15                                                       | 2024年3月15日  |
| ×    | パウロ・リカルド・ロドリゲス   | 1R 0:00 失格（サッカーボールキック） | Falcon MMA 2: Ceiro vs. Nunes                                | 2023年10月28日 |
| ×    | ロニス・トーレス               | 5分3R終了 判定0-3                    | Centurion FC: REX REDEMPTOR                                  | 2023年5月26日  |
| ○    | サイモン・スコルド             | 1R 2:55 ギロチンチョーク             | Superior Challenge 19: Circus                                | 2019年5月11日  |
| ×    | 矢地祐介                       | 5分3R終了 判定1-2                    | RIZIN.10                                                     | 2018年5月6日   |
| ○    | コルネリウ・ラスカー・ロタル   | 3R 4:46 ギロチンチョーク             | RXF 29: MMA All Stars 5 - RXF vs. Magnam FC                  | 2017年12月18日 |
| ○    | ミシェル・エルソイ             | 2R 0:54 ギロチンチョーク             | Superior Challenge 16: Stockholm                             | 2017年12月2日  |
| ○    | ラドゥ・ミハイタ               | 1R 0:25 KO（パンチ）                 | Magnum FC 2                                                  | 2017年7月22日  |
| ×    | ラスール・ミルザエフ           | 1R 1:45 TKO（パンチ）                | EFN - Fight Nights Global 51                                 | 2016年9月25日  |
| ○    | ヨアキム・ハンセン             | 2R 1:51 KO（パンチ）                 | Superior Challenge 11: Sodertalje 【SCフェザー級王座決定戦】 | 2014年11月29日 |
| ×    | マット・べセット               | 5分3R終了 判定1-2                    | Bellator 110                                                 | 2014年2月28日  |
| ×    | パトリシオ・ピットブル         | 1R 1:19 KO（左フック）               | Bellator 99 【フェザー級トーナメント 1回戦】                 | 2013年9月13日  |
| ×    | ニック・レンツ                 | 5分3R終了 判定0-3                    | UFC on FX 7: Belfort vs. Bisping                             | 2013年1月19日  |
| ○    | バート・パラゼウスキー         | 5分3R終了 判定3-0                    | UFC on FX 5: Brawn vs. Bigfoot                               | 2012年10月5日  |
| ×    | デニス・シヴァー               | 5分3R終了 判定0-3                    | UFC on Fuel TV 2: Gustafsson vs. Silva                       | 2012年4月14日  |
| ○    | マニー・ガンブリャン           | 5分3R終了 判定3-0                    | UFC 141: Lesnar vs. Overeem                                  | 2011年12月30日 |
| ×    | ケニー・フロリアン             | 5分3R終了 判定0-3                    | UFC 131: dos Santos vs. Carwin                               | 2011年6月11日  |
| ○    | マイク・トーマス・ブラウン     | 5分3R終了 判定2-1                    | UFC 125: Resolution                                          | 2011年1月1日   |
| ○    | テイラー・トナー               | 5分3R終了 判定3-0                    | WEC 51: Aldo vs. Gamburyan                                   | 2010年9月30日  |
| ○    | ハファエル・アスンソン         | 5分3R終了 判定2-1                    | WEC 49: Varner vs. Shalorus                                  | 2010年6月20日  |
| ×    | L.C.デイビス                   | 5分3R終了 判定0-3                    | WEC 44: Brown vs. Aldo                                       | 2009年11月18日 |
| ○    | ハファエル・ディアス           | 5分3R終了 判定3-0                    | WEC 42: Torres vs. Bowles                                    | 2009年8月9日   |
| ○    | コール・プロビンス             | 5分3R終了 判定3-0                    | WEC 37: Torres vs. Tapia                                     | 2008年12月3日  |
| ○    | マルセロ・フランカ             | 1R 2:20 ギロチンチョーク             | Shooto Brazil 8: Miranda vs. Silba                           | 2008年8月30日  |
| ○    | エンリケ・メロ                 | 1R KO（ハイキック）                  | TFC 3                                                        | 2007年5月2日   |
| ○    | ルチアーノ・ドス・サントス     | 1R 4:40 ギロチンチョーク             | SFC 1                                                        | 2006年9月16日  |
| ○    | ジェトロン・ペレイラ           | 1R 0:00 腕ひしぎ十字固め             | Storm Samurai 10                                             | 2006年1月28日  |
| ○    | ピリピリ                       | 1R 0:55 ギロチンチョーク             | Floripa Fight 1                                              | 2005年11月26日 |
| ○    | アインシュタイン・サンタナ     | 1R 1:30 ギロチンチョーク             | Battle Front 1                                               | 2005年5月29日  |
| ○    | ホルヘ・ルイス・ドス・サントス | 1R TKO（パンチ）                     | GP Tornado 5                                                 | 2005年3月19日  |
| ○    | ジョヴァンニ・ディニス         | 1R 0:57 KO（パンチ）                 | PFC 3                                                        | 2005年1月31日  |
| ○    | リンドマー・シルバ             | 1R 0:17 ギロチンチョーク             | GP Tornado 3                                                 | 2004年10月28日 |
| ○    | ミシェル・ミッチェル           | 1R 0:30 KO（パンチ）                 | GP Tornado 2                                                 | 2004年7月18日  |
| ○    | ホルヘ・ルイス・ドス・サントス | 2R 0:00 TKO（パンチ）                | FCC 2                                                        | 2004年5月15日  |

## 獲得タイトル
- FireCage FCウェルター級王座（2025年）

- Superior Challengeフェザー級王座（2014年）